# Rugny
Rugny település Franciaországban, Yonne megyében. Lakosainak száma 75 fő (2022. január 1.). Rugny Trichey, Baon, Arthonnay, Cruzy-le-Châtel, Tanlay, Thorey és Villon községekkel határos.

## Népesség
A település népessége az elmúlt években az alábbi módon változott:
| Lakosok száma | 81   | 81   | 82   | 78   | 77   | 75   | 73   | 72   | 75   |
|               | 2013 | 2015 | 2016 | 2017 | 2018 | 2019 | 2020 | 2021 | 2022 |